# Verrès
Verrès (pron. fr. AFI: [veʁɛs]  - Vérès in patois valdostano standard, Vérèts localmente; Veréz in walser) è un comune italiano di 2 549 abitanti della Valle d'Aosta sudorientale.

## Geografia fisica

### Territorio

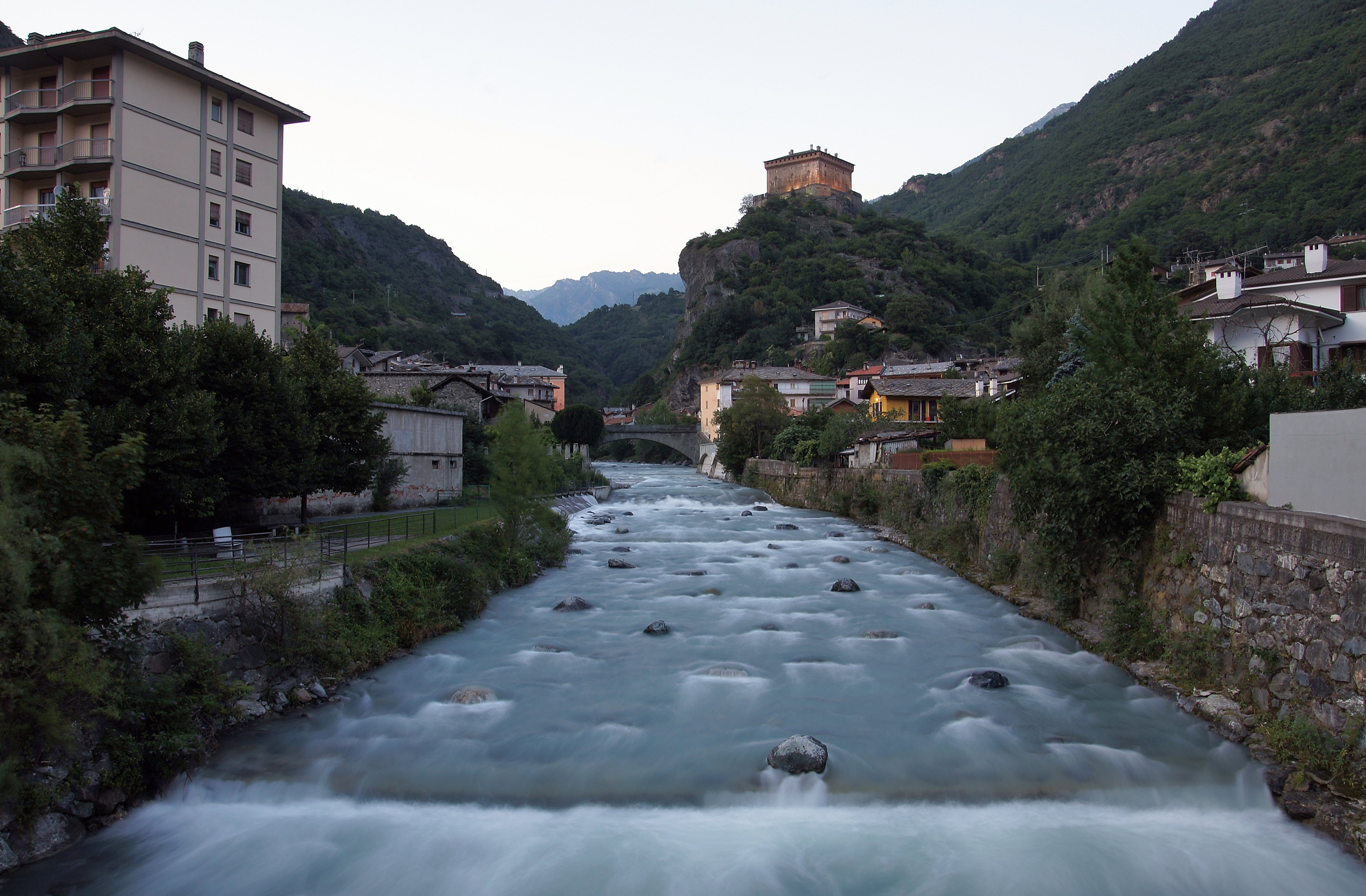
Il torrente Évançon dal ponte in via Jean-Baptiste Barrel.

Il territorio comunale di Verrès si estende nella bassa valle centrale della Dora Baltea, tra il corso di quest'ultima, il Mont Saint-Gilles a nord-est, e Mont Carogne a sud-ovest, in corrispondenza dell'imbocco della Val d'Ayas. È attraversato dal torrente Évançon.
Dista circa 30 chilometri a sud-est da Aosta.
- Classificazione sismica: zona 4 (sismicità molto bassa)[5]

## Origini del nome
Il toponimo Verrès deriva dal latino Vitricium.
Un uso scorretto, diffuso presso i non-valdostani (influenzati in particolare dalla grafia e dalla pronuncia del toponimo diffuso in epoca fascista "Castel Verres"), è la pronuncia Vèrres; un altro caso, allorché in francese viene trascurato l'accento grave sulla seconda "e", dà luogo a verr.
La sola pronuncia corretta di questo toponimo è "Verrès", proprio come anche un italofono lo leggerebbe, con l'accento sulla seconda "e", ma con una sola "r" pronunciata, secondo le regole di fonetica della lingua francese e del patois valdostano.
È anche attestata alla fine del sedicesimo secolo la forma italiana Verrezzo sulla carta geografica del Piemonte realizzata da Giovanni Antonio Magini.

## Storia
Verrès fu fondato in epoca imprecisata, precedente all'epoca romana, sulle due sponde del torrente Évançon che l'attraversa. La celebre Tabula Peutigeriana indica con Utricium (e non Vitricium) il nome della località posta alla confluenza di questo torrente con la Dora Baltea.
Da Verrès, in epoca romana, passava la via delle Gallie, strada romana consolare fatta costruire da Augusto per collegare la Pianura Padana con la Gallia. Nel XIII secolo, il suo territorio divenne un feudo dei signori De Verrecio, per essere ceduto in seguito a Ibleto di Challant alla metà del secolo successivo. Fu Ibleto a ordinare la costruzione del castello di Verrès.
In questo maniero-residenza, ogni anno ricorre la celebrazione del carnevale storico (vedi oltre), che ricorda le vicende di Caterina di Challant e di Pierre Sarriod d'Introd. A partire dall'XI secolo, la storia di Verrès si legò indissolubilmente a quella della prevostura di Saint-Gilles, il cui complesso ancora oggi sovrasta il paese.
Verrès è stato sede cantonale all'interno dell'arrondissement d'Aoste, dal 1802 al 1814.
Nel periodo fascista, precisamente dal 1939 al 1946, il comune venne denominato Castel Verres (senza accento) e incluse il comune di Arnad. Con l'assegnazione dei codici catastali — attribuiti ai comuni italiani disposti in ordine alfabetico — Castel Verres risultava sotto la C e ciò spiega il suo codice C282. Se all'epoca dell'assegnazione si fosse chiamato Verrès, avrebbe ricevuto un codice tra gli ultimi, quindi un codice con inizio L7(XX). I due comuni furono ristabiliti con i confini e i toponimi originali nel 1946.

### Simboli
Lo stemma e il gonfalone sono stati concessi con decreto del presidente della Repubblica del 14 ottobre 1998.
Lo scudo municipale riprende nel primo e nel quarto il blasone della famiglia Challant (d'argento, al capo di rosso, alla banda di nero attraversante sul tutto); nel secondo e nel terzo, l'emblema della signoria di Valangin (che era di rosso, al palo d'oro, caricato di tre scaglioni, di nero), controinquartato con quello della baronia di Beaufremont (vaiato d'oro e di rosso).
Il gonfalone è un drappo partito di rosso e di bianco.

## Monumenti e luoghi d'interesse
Il Castello di Verrès è un castello medievale che domina da un promontorio il paese.
Nella parte alta del borgo, si trova invece il complesso della Prevostura di Saint-Gilles, realizzato tra il XI e il XIII secolo, che ospita nella cappella sepolcrale di Ibleto di Challant una trifora in pietra, capolavoro del gotico valdostano.
Sempre nel borgo, la Maison Roux, centro di incontro sociale, culturale e ricreativo.
In località Torille, che ricorda Jean-Baptiste de Tillier, si trovava la casaforte Turrilia, mentre in un luogo non ben precisato si trovava la Maison Ayra.
L'antica cascina detta la Murasse, che risale al 1512, ricorda architettonicamente la Colombière del castello di Issogne: è caratterizzata da una stalla a volta ribassata e da una vera e propria torre colombaia; il complesso è circondato da mura merlate. Utilizzata dagli Challant come scuderia, la Murasse ospitano oggi la biblioteca comunale e la sede amministrativa dell'Unité des Communes valdôtaines Évançon. In precedenza, la comunità montana aveva sede nell'edificio detto Maison la Tour che presenta una torre scaliera in Piazza René de Challant.
Risalendo la collina su cui si snoda la strada regionale 45 della Valle d'Ayas, si possono percorrere i sentieri dell'Arboretum La Borna di laou (in patois, Tana del lupo); l'arboretum ospita diverse specie esotiche, tra cui il pino marittimo, il leccio e il cedro dell'Atlante, segnalate da cartellini.
Nei pressi del bivio per Issogne, si riconoscono ancora i resti della Grangia nuova (fr., Grange neuve), una cascina probabilmente cinquecentesca e appartenente agli Challant.

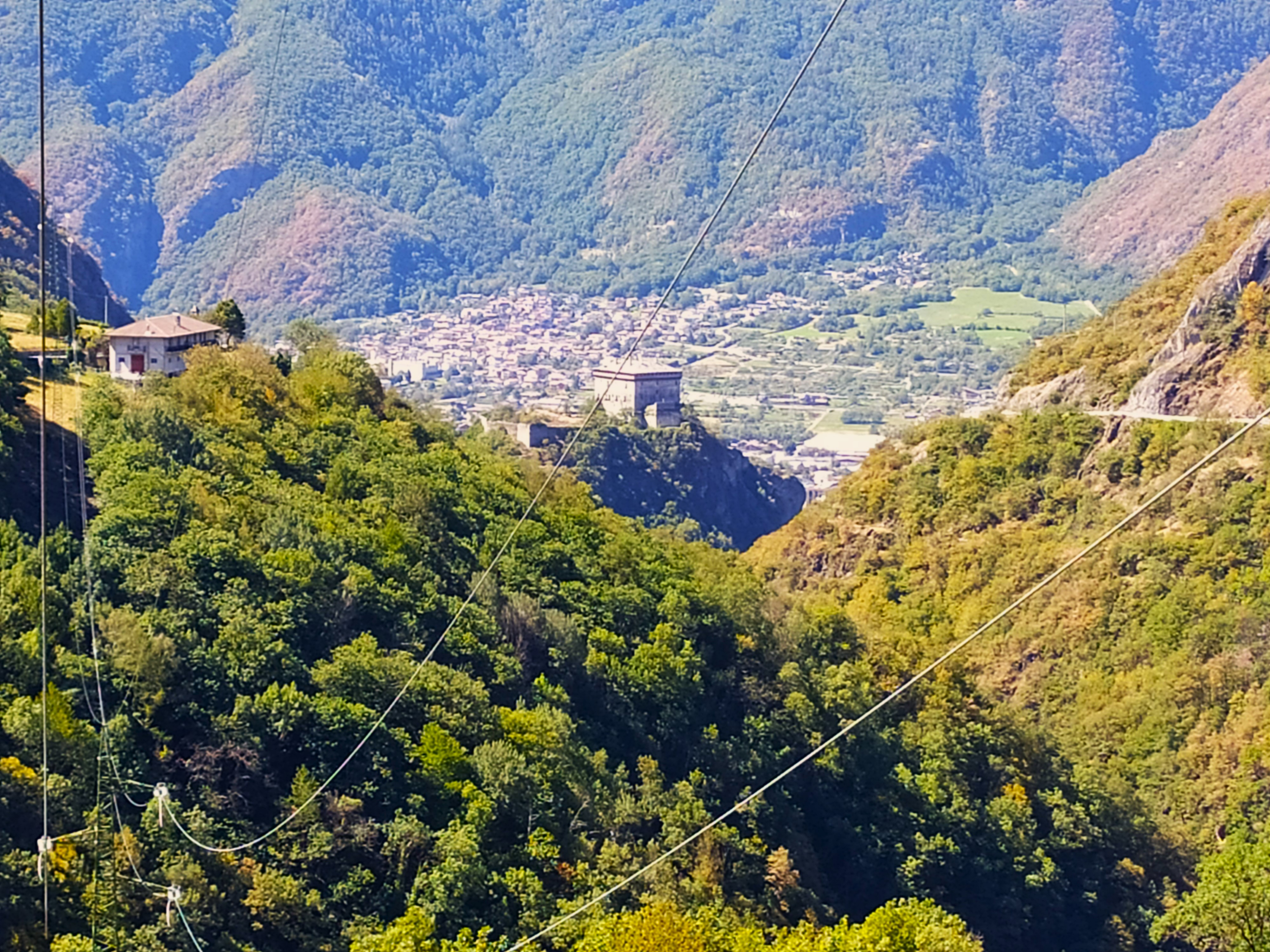
Veduta del castello di Verrès dalla frazione Isollaz
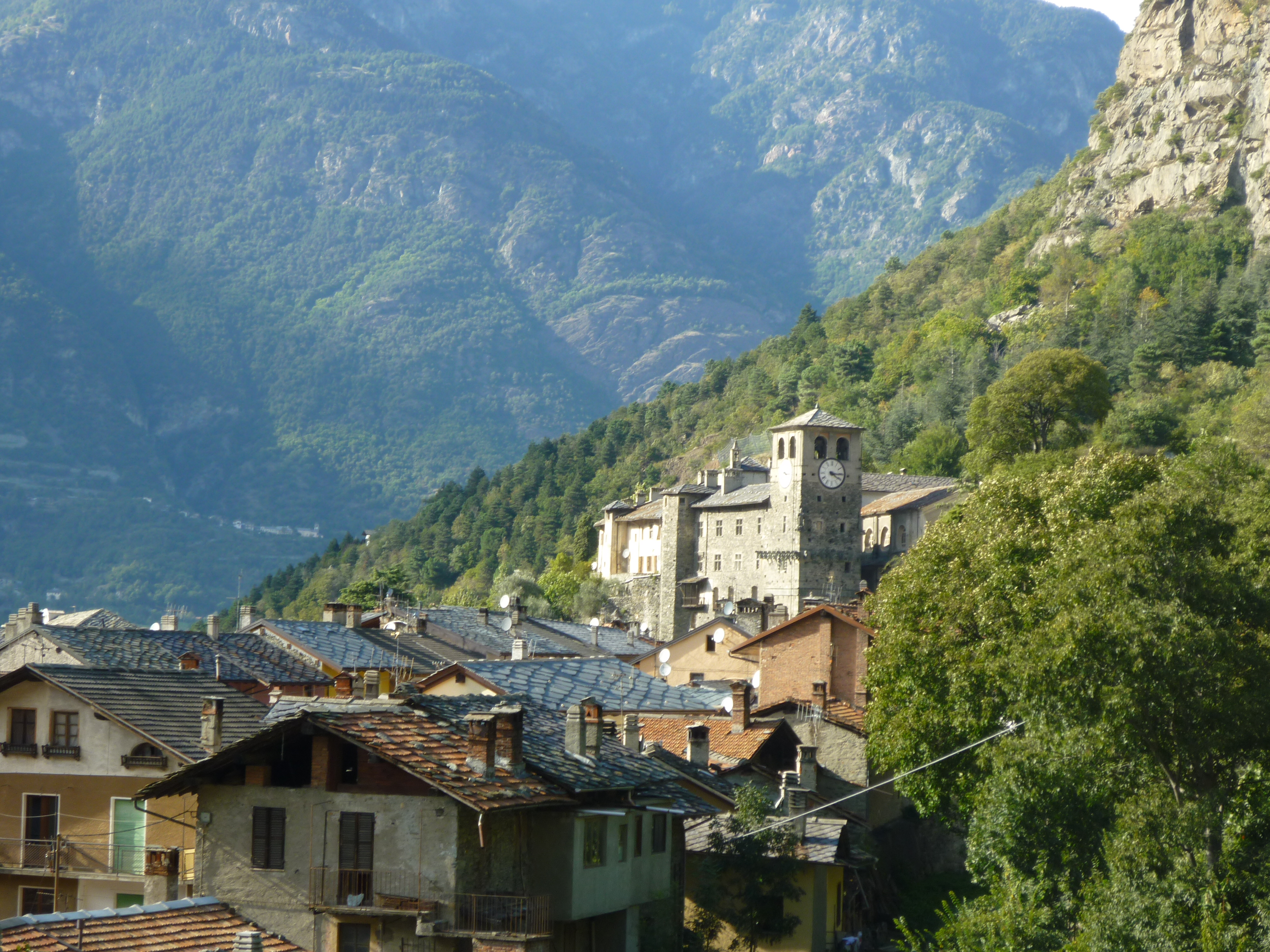
La prevostura di Saint-Gilles
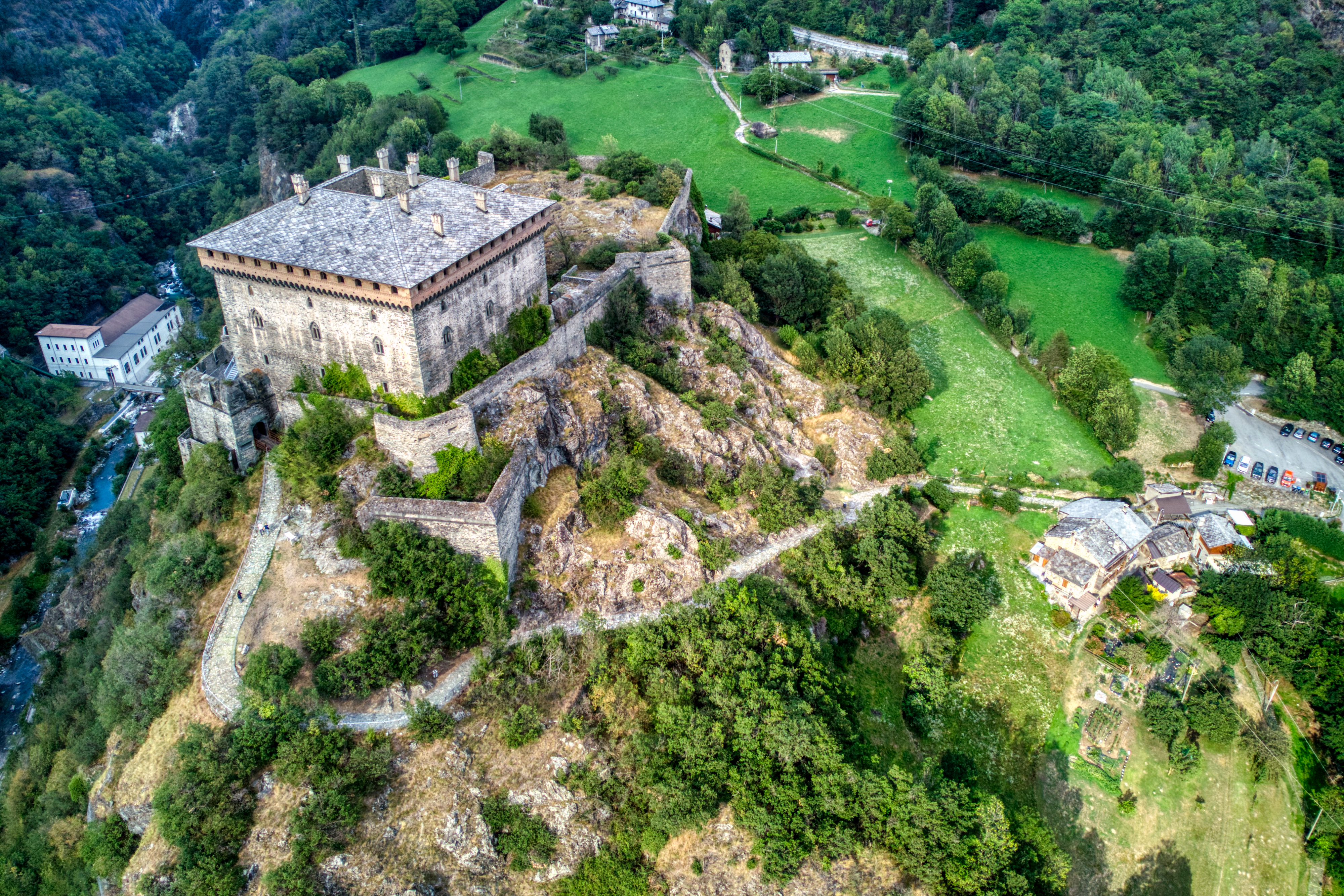
Il castello di Verrès

### Il cotonificio Brambilla
Situato nell'attuale via Frère Gilles, Il cotonificio Brambilla, il cui edificio imponente risalta al centro del capoluogo, è stato realizzato dall'architetto Cav. Enrico Brambilla.
In questa struttura si svolgeva una delle lavorazioni dei filati più pregiati della nazione, faceva parte di un grande gruppo, la società Brambilla: a Milano risiedeva la carpenteria delle lavorazioni in ferro e muratura, la fabbrica dei gas medicali e delle apparecchiature d'anestesia, in Verrès il cotonificio, la Società anonima Castel Verrès per la produzione di energia elettrica, la chimica, mentre a Saint-Marcel si trovavano le miniere. Verso gli anni 1930 nasceva la chimica, un reparto specializzato nella produzione di concimi speciali ed in questo una particolare attenzione tecnologica andava al processo di elettrolisi, realizzato con dei convertitori rotanti ed una griglia di platino molto costosa oltre alla corrente della centrale idroelettrica: una volta prodotto l'idrogeno veniva trasportato nel primo idrogenodotto sviluppato in Italia alla sezione chimica in cui si producevano concimi speciali, la pirite per la produzione dei concimi veniva estratta dalla miniera di Champdepraz.
Questo gruppo ha sorpassato come produzione in alcuni anni la Montecatini, ma negli anni '70 a causa di crisi industriali il gruppo chiuse progressivamente tutte le sue attività che davano lavoro nel suo insieme a più di 4000 persone.
Oggi l'edificio della ex Brambilla è stato riconvertito per metà in una filiale del Politecnico di Torino e per metà nell'istituto liceale tecnico e professionale (ISLTP).

### Aree naturali
- Parco naturale del Mont Avic

## Via Francigena
Verrès costituisce un'importante tappa del tratto valdostano della Via Francigena nel percorso proveniente da Aosta e Châtillon e diretto successivamente verso Arnad, Bard e Pont-Saint-Martin.

## Società

### Evoluzione demografica
Abitanti censiti

### Lingue e dialetti
Come nel resto della regione, anche in questo comune è diffuso il patois valdostano. Inoltre, in virtù della vicinanza geografica e dei rapporti storici con il Canavese, la popolazione locale parla anche il piemontese.

### Etnie e minoranze straniere
Secondo i dati ISTAT al 31 dicembre 2010 la popolazione straniera residente era di 334 persone. Le nazionalità maggiormente rappresentate in base alla loro percentuale sul totale della popolazione residente erano:
- Marocco 97 (3,52%)
- Tunisia 53 (1,92%)
- Romania 48 (1,74%)

## Cultura

### Biblioteche

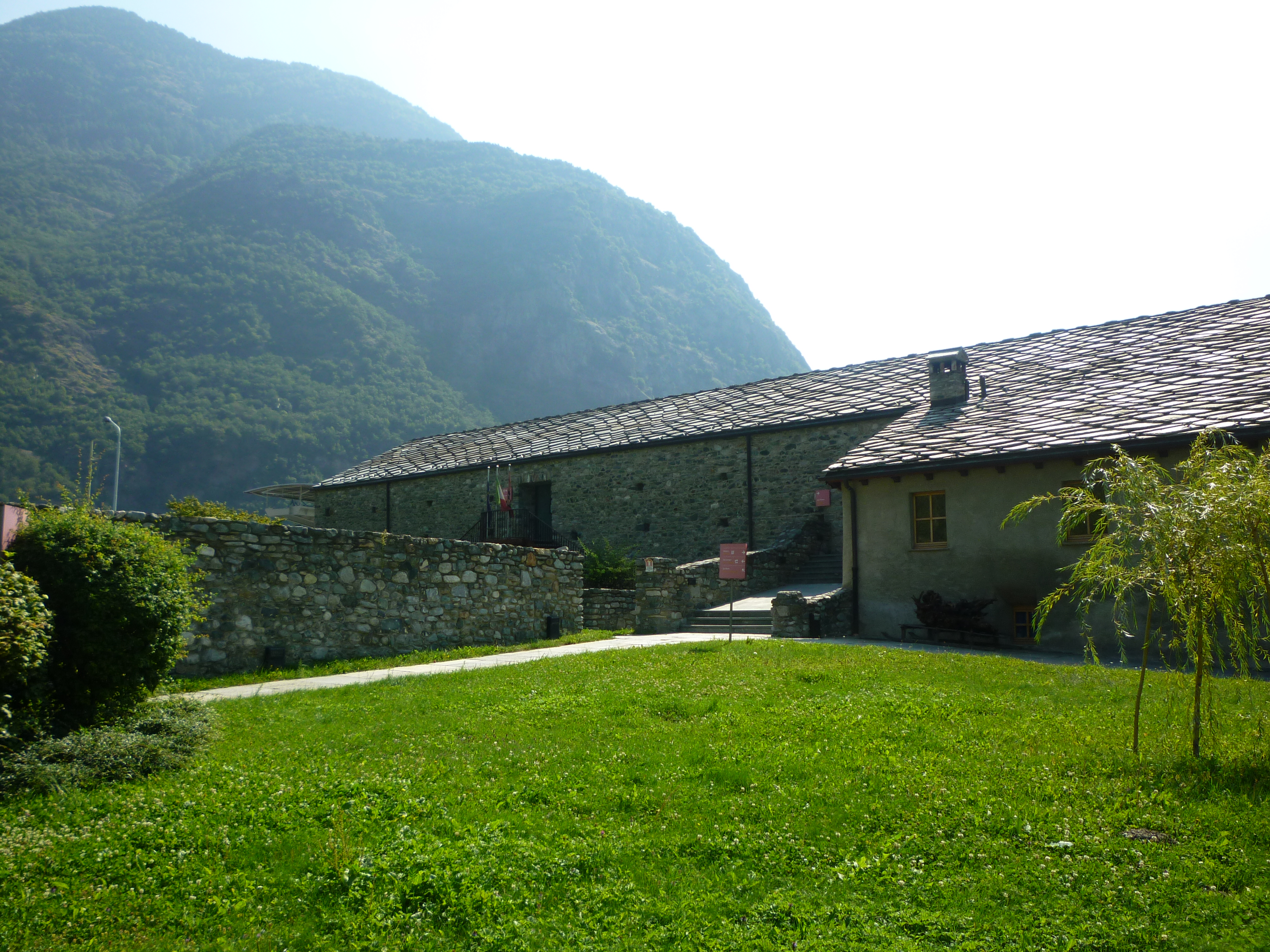
Il centro polivalente della Murasse, sede della biblioteca comunale e dell'Unité des Communes valdôtaines Évançon

In Via Murasse 1 ha sede la biblioteca comunale.

### Università
A Verrès è presente una sede distaccata del Politecnico di Torino.
Qui è possibile frequentare il primo anno di ogni facoltà di Ingegneria, avendo poi la possibilità di proseguire la carriera sempre a Verrès con il secondo e il terzo anno del corso di laurea di Ingegneria Informatica. In alternativa, ci si può in seguito iscrivere a Torino al secondo anno di qualunque corso di Ingegneria del Politecnico, al quale si avrà accesso facendo apposita domanda e conservando l'intera carriera acquisita a Verrès.
Il Politecnico di Torino ha adottato a Verrès un nuovo modello formativo, che introduce un uso massiccio delle nuove tecnologie per l'erogazione delle lezioni, fruibili anche da remoto, accompagnate da tutoraggi, attività di laboratorio ed esercitazioni nella sede. Questo nuovo modello di alta formazione si chiama Struttura Decentrata di Supporto agli Studenti (SDSS).
Al termine di ogni insegnamento gli studenti possono sostenere il relativo esame presso il Polo Tecnologico di Verrès.

### Eventi
- A febbraio si svolge il carnevale storico[14][15]
- Nella bella stagione, il borgo è occupato dal Petit marché des brocanteurs (in italiano, il "Mercatino dell'antiquariato"): ogni prima domenica del mese da maggio a settembre.

### Cinema
Verrès è stato utilizzato come set per il film Avengers: Age of Ultron.

## Economia
Come in molti comuni valdostani anche nel comune di Verrès si produce energia idroelettrica. La centrale omonima, in gestione alla CVA, risale al 1911.
Verrès condivide con altri comuni valdostani la lavorazione del legno finalizzata alla realizzazione di vari oggetti, tra i quali gli zoccoli denominati sabot.

## Amministrazione

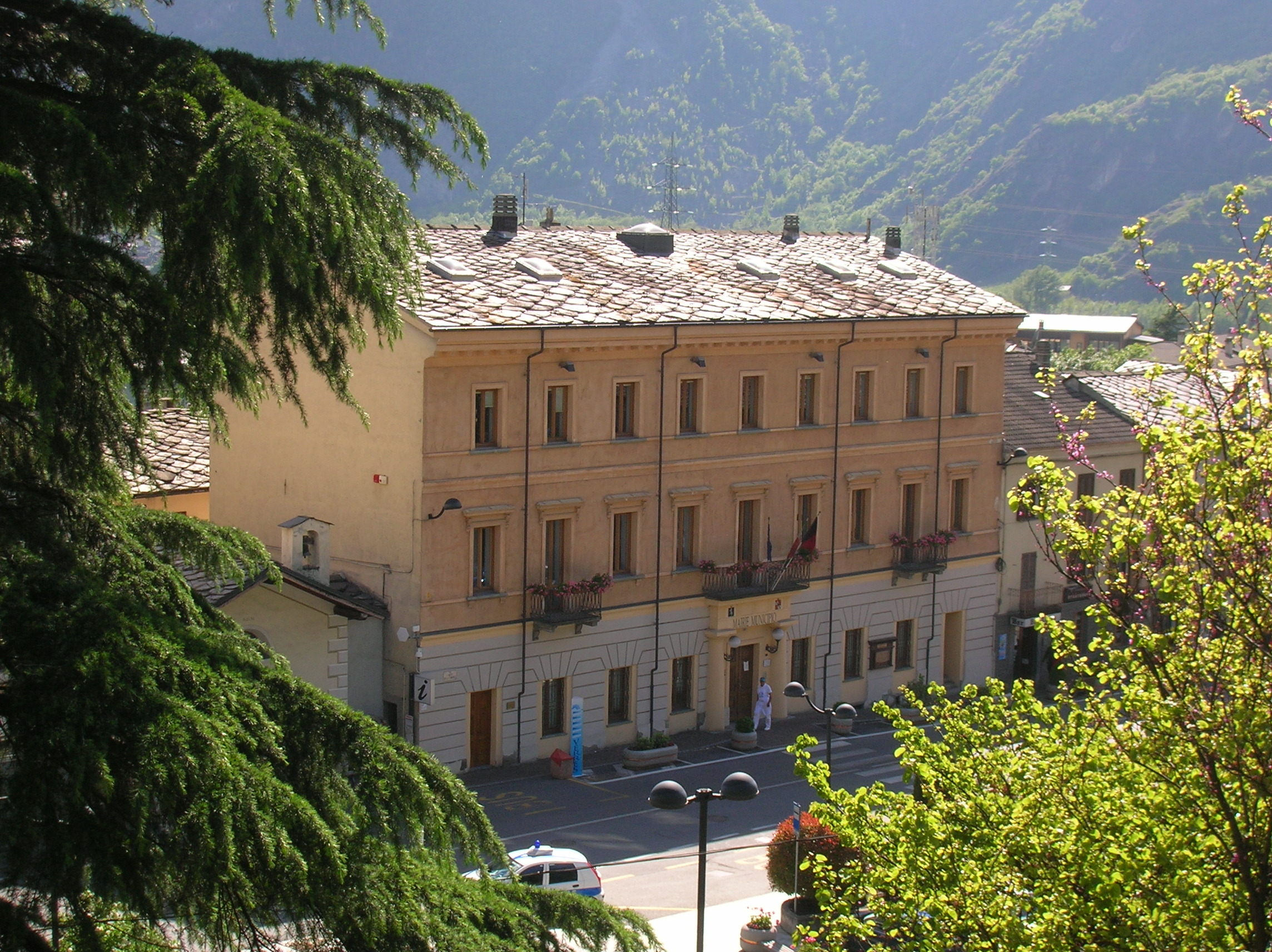
Il municipio

Il comune di Verrès fa parte dell'Unité des Communes valdôtaines Évançon e ne ospita la sede amministrativa.
Di seguito è presentata una tabella relativa alle amministrazioni che si sono succedute in questo comune.
| Periodo           | Periodo           | Primo cittadino     | Partito                              | Carica  | Note   |
| ----------------- | ----------------- | ------------------- | ------------------------------------ | ------- | ------ |
| 4 giugno 1985     | 11 giugno 1990    | Cesare Quey         | Autonomisti Democratici Progressisti | Sindaco | [ 18 ] |
| 11 giugno 1990    | 29 maggio 1995    | Enrico Rovarey      | Union Valdôtaine                     | Sindaco | [ 18 ] |
| 29 maggio 1995    | 8 maggio 2000     | Piero Prola         | Union Valdôtaine                     | Sindaco | [ 18 ] |
| 8 maggio 2000     | 9 maggio 2005     | Piero Prola         | lista civica                         | Sindaco | [ 18 ] |
| 9 maggio 2005     | 30 settembre 2008 | Piero Prola         | lista civica                         | Sindaco | [ 18 ] |
| 30 settembre 2008 | 24 maggio 2010    | Piera Squinobal     | lista civica                         | Sindaco | [ 18 ] |
| 24 maggio 2010    | 10 maggio 2015    | Luigi Mello Sartor  | lista civica                         | Sindaco | [ 18 ] |
| 11 maggio 2015    | in carica         | Alessandro Giovenzi |                                      | Sindaco | [ 18 ] |

### Gemellaggi
- Moûtiers

## Sport
In questo comune si gioca a palet, caratteristico sport tradizionale valdostano.
Presso lo stadio "Gianni Bezzan" si svolgono parte delle attività del Pont Donnaz Hône Arnad Évançon (siglato P.D.H.A.E.), società di calcio sovracomunale nata nel 2013 dalla progressiva fusione di tre club preesistenti basati nei comuni limitrofi, che vanta quale maggior successo il raggiungimento della Serie D.

## Infrastrutture e trasporti
A Verrès si trova l'ingresso per l'autostrada e la stazione ferroviaria.
Verrès, inoltre, ha investito notevolmente sull'infrastruttura digitale, diventando uno dei primi comuni della Valle d’Aosta a disporre della rete pubblica interamente in fibra ottica. Questo risultato è valso al comune uno dei Premi Innovazione SMAU nel febbraio 2025.

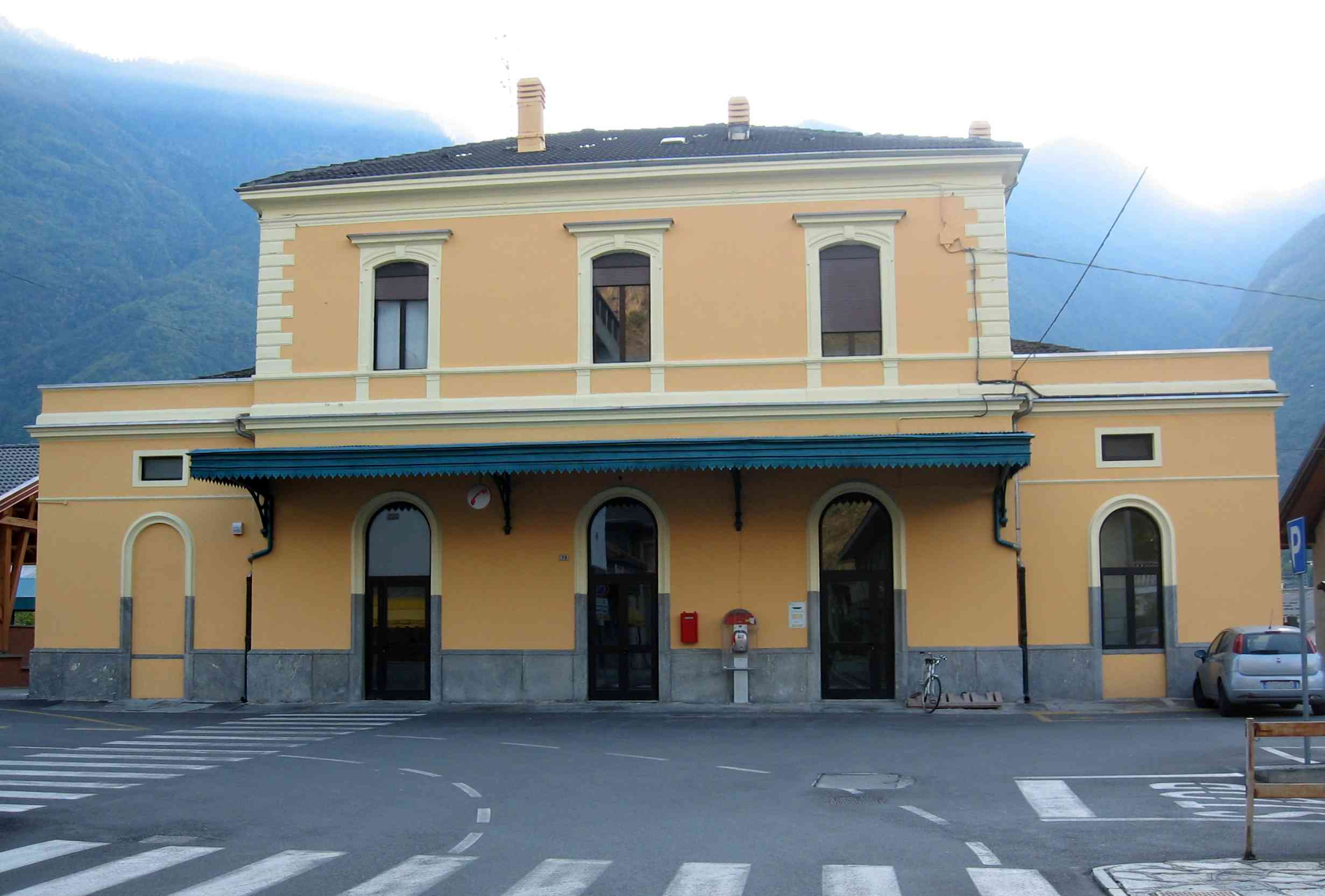
La stazione ferroviaria